# Pterodrilus cedrus
Pterodrilus cedrus är en ringmaskart som beskrevs av Holt 1968. Pterodrilus cedrus ingår i släktet Pterodrilus och familjen Cambarincolidae. Inga underarter finns listade i Catalogue of Life.